# Ионизация полем
Иониза́ция по́лем (также полевая ионизация или автоионизация) — процесс ионизации атома, молекулы или иона во внешнем электрическом поле.

## Физика явления
При наложении внешнего электрического поля потенциальная яма, в которой находится связанный электрон, претерпевает деформацию. В результате с одной стороны ямы образуется потенциальный барьер конечной толщины. Если положение энергетического уровня, на котором находился электрон до наложения поля, выше барьера, то электрон свободно вылетает из атома. В этом случае говорят о надбарьерной ионизации. Если же уровень лежит ниже барьера, то отрывание электрона возможно только за счёт эффекта туннелирования. В этом случае говорят о туннельной ионизации.

### Туннельная ионизация
Вероятность туннелирования электрона сквозь потенциальный барьер определяется формулой
{\displaystyle W(V,E)=\exp \left[-{\frac {4\pi }{h}}\int \limits _{x_{1}}^{x_{2}}{\sqrt {2m(V(x)-E)}}dx\right]}
где {\displaystyle V(x)} — функция, определяющая форму потенциального барьера, {\displaystyle E} — энергия электрона, {\displaystyle m} — масса электрона, а точки {\displaystyle x_{1}} и {\displaystyle x_{2}} соответствуют началу и концу барьера.
Вероятность туннелирования растёт с ростом величины внешнего поля (поскольку это  уменьшает толщину и высоту потенциального барьера), а также при увеличении энергии электрона в атоме (например, в результате возбуждения атома при столкновениях с другими частицами).

### Лоренцева ионизация
В физике ускорителей часто применяется Лоренцева ионизация атомарных пучков высокой энергии — обдирка электронов во внешнем магнитном поле. С одной стороны этот эффект можно объяснять как разность сил Лоренца, действующих на электрон и ядро, вследствие разного знака электрического заряда. С другой стороны, перейдя с помощью преобразований Лоренца в систему отсчёта ядра иона, мы получим электрическое поле, действующее на электрон. Иными словами, эффект Лоренцевой ионизации полностью эквивалентен ионизации внешним электрическим полем.

## Применение
Полевая ионизация вблизи металлической поверхности является основой для полевого ионного микроскопа (например, используется как ионный источник в сканирующем гелиевом ионном микроскопе), позволяющего получать изображения поверхности металлов. Ионизация в электрическом поле применяется также как ионный источник в некоторых масс-спектрометрах. По сравнению с термоионизацией она позволяет избегать диссоциации анализируемых молекул.